# Oskar Sandberg (matematiker)
Oskar Erik Sandberg, född 13 januari 1980 i Falun, är en svensk matematiker.
Han är doktor vid Göteborgs universitet (disputerade 14 december 2007) och hans forskning är inriktad på matematiken bakom komplexa nätverk.
Oskar Sandberg är en av de mest betydelsefulla bidragsgivarna till projektet Freenet. Han samarbetade med Ian Clarke för att utveckla en ny darknetmodell som tillämpas i Freenet 0.7. Deras arbete presenterades på säkerhetskonferensen Defcon i juli 2005.

## Akademiska uppsatser
- Ian Clarke, Oskar Sandberg, Brandon Wiley, Theodore W. Hong: Freenet: A Distributed Anonymous Information Storage and Retrieval System
- Oskar Sandberg: Searching in a small world (licentiate thesis)